# Jean de Gaigny
Jean de Gaigny (ou Jean de Gagny) est un humaniste français du XVIe siècle mort le 25 novembre 1549.
Il fut appelé à la cour de François Ier vers 1533 comme lecteur, puis premier aumônier et prédicateur du roi. Chancelier de l’Université de Paris, en relation avec les principaux humanistes de son temps, il aurait exhumé plus de cent textes classiques. Il publie en 1535 le Livre des sept paroles.
Grand bibliophile, il a constitué une grande collection de manuscrits et imprimés, souvent luxueusement reliés. Son intérêt pour la typographie l'amène également à patronner les activités du jeune graveur de caractères Claude Garamont en 1544-1545. Jean de Gagny est également été le maître d’œuvre d'un programme de publications d'oeuvres des Pères de l'Eglise publiées à l'enseigne du Soleil d'Or par Claude Chevallon, puis par sa veuve Charlotte Guillard, dans lequel auraient été impliqués de nombreux théologiens proches du Collège de Navarre, notamment Louis Lasseré, Godefroy Tilmann, Germain de Brie ou Jean Benoît.